# Ligue des champions de rink hockey 1997-1998
Navigation
Ligue des champions 1996-1997 Ligue des champions 1998-1999
La Ligue des champions de rink hockey 1997-1998 est la 33e édition de la plus importante compétition européenne de rink hockey entre équipes de club, et la 2e sous la dénomination Ligue des champions. La compétition est remportée par Igualada HC qui devient champion d'Europe des clubs pour la 5e fois.

## Déroulement
Cette édition 1997-1998 se déroule en quatre phases : un tour préliminaire, un premier tour, une phase de poules et un Final four.
Le premier tour regroupe seize des meilleures équipes européennes de rink hockey (dont les trois équipes vainqueurs du tour préliminaire).
Les matchs se jouent en confrontations aller-retour, comme le tour préliminaire. Les 8 équipes qui gagneront en score cumulé auront le droit de jouer la phase de poules. Les 4 équipes possédant le meilleur rang européen seront quant à eux reversé en Coupe CERS.
La phase de poules regroupe 8 équipes, réparties dans 2 poules de 4. Chaque équipe rencontre deux fois les autres équipes de la poule. Les 2 meilleures équipes de chaque poules joueront le Final Four.
Le Final Four se dispute à Verceil du 6 au 7 juin 1998 et regroupe les quatre meilleures équipes de la compétition.
Cette ultime phase est organisée sous la forme d'une coupe à élimination directe. L'équipe qui remporte la demi-finale et la finale gagnera alors le trophée de la Ligue Européenne des Champions 1999.

## Équipes qualifiées
| 1997-1998        | 1997-1998           | 1997-1998          | 1997-1998   |
| ---------------- | ------------------- | ------------------ | ----------- |
| FC Barcelone     | CP Vic              | HC Liceo           | Igualada HC |
| FC Porto         | UD Oliveirense      | OC Barcelos        | SL Benfica  |
| Roller Salerno   | HC Amatori Vercelli | Hockey Novara      |             |
| HC Quévert       | La Vendéenne        | ROC Vaulx-en-Velin |             |
| Genève RHC       | RSC Uttigen         |                    |             |
| Herne Bay United |                     |                    |             |

| \| La Vendéenne Quévert Vaulx-en-Velin Herne Bay United Amatori · Vercelli Novara Salerno Barcelos Benfica Oliveirense Porto FC Barcelone Igualada Liceo Vic Genève Uttigen \| Localisation des clubs qualifiés. |
| La Vendéenne Quévert Vaulx-en-Velin Herne Bay United Amatori · Vercelli Novara Salerno Barcelos Benfica Oliveirense Porto FC Barcelone Igualada Liceo Vic Genève Uttigen                                         |

## Tour préliminaire
| Équipe     | Résultat | Équipe             | 1er Match | 2e Match |
| SL Benfica | 17-6     | ROC Vaulx-en-Velin | 10-2      | 7-4      |

## Premier tour
| Équipe              | Résultat | Équipe         | 1er Match | 2e Match |
| UD Oliveirense      | 4-14     | FC Barcelone   | 2-5       | 2-9      |
| RSC Uttigen         | 7-28     | FC Porto       | 3-7       | 4-21     |
| HC Amatori Vercelli | 10-2     | Genève RHC     | 7-0       | 3-2      |
| HC Liceo            | 4-4 (gp) | SL Benfica     | 2-2       | 2-2 (gp) |
| Herne Bay           | 5-11     | La Vendéenne   | 2-3       | 3-8      |
| Hockey Novara       | 5-4      | CP Vic         | 3-2       | 2-2      |
| OC Barcelos         | 9-7      | Roller Salerno | 5-1       | 4-6      |
| Igualada HC         | 13-1     | HC Quévert     | 9-1       | 4-0      |

## Phase de poules

### Groupe A
| Équipes       | Pts | J | V | E | D | BM | BE | DB  |
| ------------- | --- | - | - | - | - | -- | -- | --- |
| Hockey Novara | 11  | 6 | 5 | 1 | 0 | 47 | 15 | 32  |
| Igualada HC   | 7   | 6 | 3 | 1 | 2 | 41 | 14 | 27  |
| OC Barcelos   | 6   | 6 | 2 | 2 | 2 | 32 | 29 | 3   |
| La Vendéenne  | 0   | 6 | 0 | 0 | 6 | 13 | 75 | -62 |

|               | NOV | IGU  | BAR  | ROC  |
| ------------- | --- | ---- | ---- | ---- |
| Hockey Novara |     | 3-2  | 5-3  | 21-1 |
| Igualada HC   | 5-6 |      | 10-3 | 11-0 |
| OC Barcelos   | 3-3 | 1-1  |      | 19-9 |
| La Vendéenne  | 1-9 | 1-12 | 1-3  |      |

### Groupe B
| Équipes             | Pts | J | V | E | D | BM | BE | DB |
| ------------------- | --- | - | - | - | - | -- | -- | -- |
| FC Barcelone        | 11  | 6 | 5 | 1 | 0 | 29 | 18 | 11 |
| HC Amatori Vercelli | 7   | 6 | 3 | 1 | 2 | 21 | 22 | -1 |
| FC Porto            | 4   | 6 | 1 | 2 | 3 | 20 | 27 | -7 |
| HC Liceo            | 2   | 6 | 1 | 0 | 5 | 15 | 18 | -3 |

|                     | BAR | VER | POR | LIC |
| ------------------- | --- | --- | --- | --- |
| FC Barcelone        |     | 7-1 | 3-3 | 4-3 |
| HC Amatori Vercelli | 3-4 |     | 6-3 | 3-1 |
| FC Porto            | 5-7 | 5-5 |     | 3-2 |
| HC Liceo            | 3-4 | 2-3 | 4-1 |     |

## Final Four
|  | Demi-finales        | Demi-finales        |                |   | Finale | Finale |
|  |                     |                     |                |   |        |        |
|  | 31 mars 2007        |                     |                |   |        |        |
|  |                     |                     |                |   |        |        |
|  | Igualada HC         | 8                   |                |   |        |        |
|  | Igualada HC         | 8                   | 1er avril 2007 |   |        |        |
|  | FC Barcelone        | 1                   |                |   |        |        |
|  | FC Barcelone        | 1                   | Igualada HC    | 8 |        |        |
|  | 31 mars 2007        |                     | Igualada HC    | 8 |        |        |
|  |                     | HC Amatori Vercelli | 1              |   |        |        |
|  | HC Amatori Vercelli | HC Amatori Vercelli | 1              | 4 |        |        |
|  | HC Amatori Vercelli |                     |                | 4 |        |        |
|  | Novara              | 3                   |                |   |        |        |
|  | Novara              | 3                   |                |   |        |        |

| Ligue des champions 97–98 Vainqueur |
| ----------------------------------- |
|                                     |
| Igualada HC (5e titre)              |